# Comuna Seleț, Cerneahiv
Seleț (în ucraineană Селецька сільська рада) este o comună în raionul Cerneahiv, regiunea Jîtomîr, Ucraina, formată din satele Brajenka și Seleț (reședința).

## Demografie
Componența lingvistică a comunei Seleț
     Ucraineană (98,28%)
     Rusă (1,72%)
Conform recensământului din 2001, majoritatea populației comunei Seleț era vorbitoare de ucraineană (98,28%), existând în minoritate și vorbitori de rusă (1,72%).